# Osklepek opłucnej
Osklepek opłucnej (łac. cupula pleurae) – w anatomii człowieka część opłucnej ściennej ograniczająca od góry jamę opłucnową, która wystaje ponad przedni brzeg otworu górnego klatki piersiowej. Znajduje się w miejscu przejścia opłucnej żebrowej w opłucną śródpiersiową.
Umocowany jest przez błonę nadopłucnową, więzadło kręgowo-opłucnowe, więzadło żebrowo-opłucnowe, mięsień pochyły najmniejszy i naczynia krwionośne.
Osklepek opłucnej rzutuje się 3–5 cm powyżej obojczyka.